# Epaminondas Piratinino de Almeida
Epaminondas Piratinino de Almeida (Pelotas, Rio Grande do Sul, 26 de janeiro de 1844 — Pelotas, 5 de dezembro de 1899) foi um político brasileiro.
Filho de Domingos José de Almeida, formado em na Faculdade de Direito de São Paulo, em 1870, foi deputado provincial entre 1879 e 1880.
Foi eleito deputado estadual, à 21ª Legislatura da Assembleia Legislativa do Rio Grande do Sul, de 1891 a 1895.

## Biografia
Epaminondas Piratinino de Almeida nasceu em Pelotas (RS) no dia 26 de janeiro de 1844, filho de Domingos José de Almeida e Bernardina Barcelos de Lima. Seu pai foi membro, em 1835, da primeira Assembleia Provincial do Rio Grande do Sul (órgão legislativo estadual instituído pela Monarquia em 1834) e destacou-se como intelectual na chamada Revolução Farroupilha, movimento de caráter separatista que agitou o Rio Grande do Sul de 1835 a 1845 e resultou na proclamação da República Rio-Grandense em 1836.
Domingos ainda foi ministro do Interior e da Fazenda e vice-presidente da República Rio-Grandense, que, no entanto, teve fim após um acordo com o governo imperial. 
Em 1870, Epaminondas formou-se pela Faculdade de Direito de São Paulo, instituição que teve papel de destaque na formação das elites políticas e culturais do Rio Grande do Sul durante o século XIX e início do século XX. 
Já de volta à terra natal, casou-se em 7 de dezembro de 1872 com Vicência Fagundes, com quem teria sete filhos. Em Pelotas, passou a atuar como advogado e participou da campanha abolicionista e republicana que se espalhava por todo o país. 
Em 1881 foi eleito o primeiro presidente do Clube Abolicionista, fundado naquele ano em Pelotas (RS). Além disso, teve participação efetiva na fundação do Partido Republicano Rio-Grandense (PRR), criado em fevereiro de 1882. 
Em 1891, já sob o regime republicano, foi eleito deputado à Assembleia Constituinte do Rio Grande do Sul, onde ocupou uma cadeira até 1892. 

## Últimos Anos de Vida
Entre 1893 e 1895, teve atuação destacada no combate à chamada Revolução Federalista, guerra civil que opôs os federalistas ou gasparistas, liderados por Gaspar Silveira Martins, aos republicanos ou castilhistas, liderados por Júlio de Castilhos, então presidente estado. Em 1894 foi eleito deputado federal pelo 4º distrito do Rio Grande do Sul e exerceu seu mandato de 22 de novembro daquele ano a 31 de dezembro de 1896. Ao longo de sua trajetória, foi também delegado de polícia e chefe do PRR em Pelotas. Faleceu em Pelotas em 5 de dezembro de 1899. 